# Crataegus bornmuelleri
Crataegus bornmuelleri är en rosväxtart som beskrevs av Hermann Zabel, Knud Ib Christensen och Ziel.. Crataegus bornmuelleri ingår i Hagtornssläktet som ingår i familjen rosväxter. Inga underarter finns listade i Catalogue of Life.